# Drashi Gyapon Kelsang Dadul
Drashi Gyapon Kelsang Dadul (en tibétain : གྲྭ་བཞི་བརྒྱ་དཔོན་སྐལ་བཟང་དགྲ་འདུལ, Wylie : grwa bzhi brgya dpon skal bzang dgra 'dul), aussi appelé Phartsang Chukhor Kalsang Damdul et Kadam-la, né en 1925 à Chongye, dans le sud du Tibet et mort le 20 juin 2018 à Dharamsala est un militaire et un homme politique tibétain. 

## Biographie

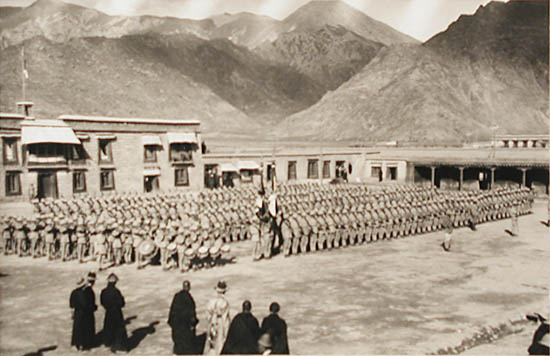
Régiment de Drapchi dans les années 1930.

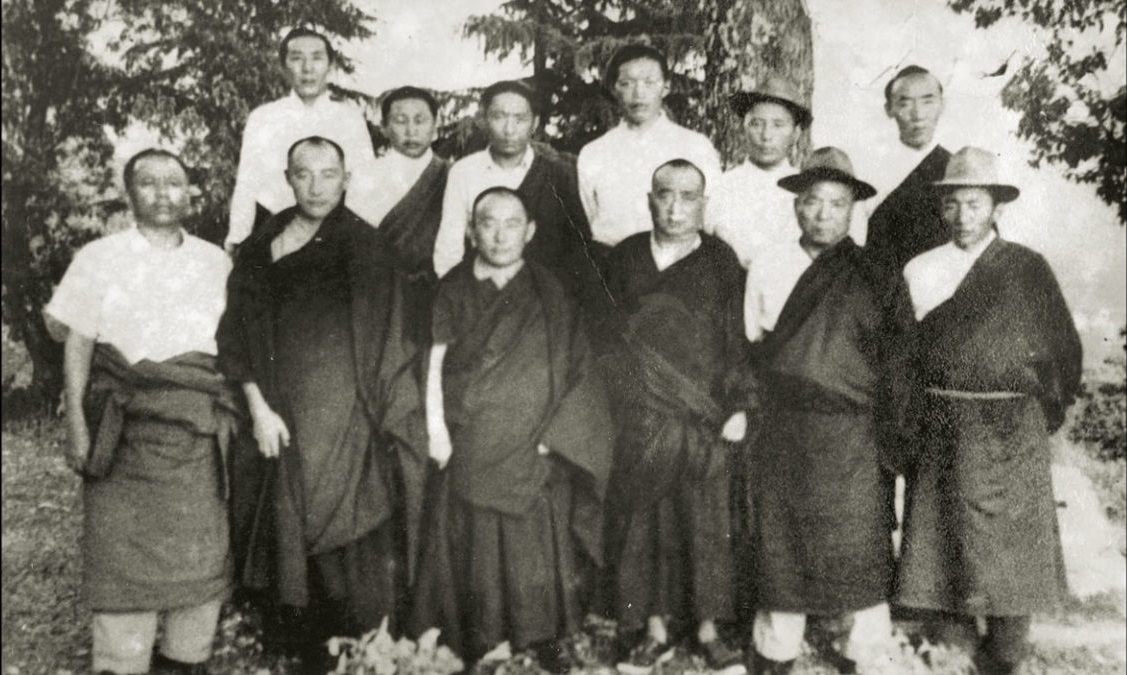
Les membres de la 1re Assemblée tibétaine. Rangée avant, de gauche à droite : Tsering Gonpo, Atro Rinpoché Karma Shenphen Choekyi Dawa, Tongkor Trulku Lobsang Jangchup, Lobsang Namgyal, Dorjee Pelsang, Tsultrim. Rangée arrière, de gauche à droite : Lobsang Nyendak, Tsewang Tamdin, Tsering Wangdue, Rinchen Tsering, Kalsang Damdul, Wangdu Dorje.

Drashi Gyapon Kelsang Dadul est né en 1925 à Chongye, dans le sud du Tibet. 
En 1943, à 18 ans, il suit une formation militaire à la base militaire Yugyal du gouvernement tibétain à Drashi, dans le comté de Chongye. En 1948, il devient dingpon (chef de 50 soldats) et en 1951, il est nommé gyapon (chef de 100 soldats).
Le 18 février 1958, avec Wangden Tashi, un autre gyapon du régiment de Drapchi de l'armée tibétaine du gouvernement tibétain, il assiste à une réunion secrète du Chushi Gangdruk à la résidence de Gompo Tashi Andrugtsang.
Lors du soulèvement tibétain de 1959 à Lhassa, il est commandant du régiment de Drapchi et fait partie des soldats qui sécurisent le Norbulingka où réside alors le dalaï-lama.
Il fait partie du groupe qui accompagne le dalaï-lama en exile en Inde, où il devient le représentant des ouvriers routiers tibétains de Gangtok. 
Le 3 février 1960, il est l'un des représentants ayant offert le Grand Serment d'Unité (tib. Na-gyen Chenmo) des trois provinces traditionnelles du Tibet à Bodhgaya. Il est élu à la 1re Assemblée tibétaine et affecté au ministère de la sécurité du gouvernement tibétain en exil. Il est réélu au 2e Assemblée tibétaine et nommé assistant de ministre de l'éducation. En 1965, il est affecté au ministère de l'Intérieur.
Il est élu à la 3e Assemblée tibétaine en 1966 en tant que vice-président du parlement tibétain en exil. De 1969 à 1973, il est le représentant du Bureau du Tibet au Népal. 
De 1974 à 1977, il est responsable de la colonie tibétaine du Ladakh. En 1977, il est nommé chef du bureau de sécurité de la succursale de Dharamsala. De 1978 à 1980, il est agent de la colonie tibétaine de Lugsum à Bylakuppe. 
En 1983, il prend sa retraite de l'administration centrale tibétaine et réside près de Lhagyari à Dharamsala jusqu'à sa mort le 20 juin 2018,,.